# Clusane
Clusane (chiamata Crüsane in dialetto bresciano) è una località che fa parte del comune di Iseo, in Lombardia. Fino al 1927 è stato un comune indipendente, con l'ultimo sindaco Francesco Martinelli.
Situato sulla sponda bresciana del lago d'Iseo, il piccolo borgo potrebbe il suo nome da "Clodius", da cui deriverebbe "clodianae", oppure dalla parola "chiuso". Clusane confina con Paratico, la frazione di Cremignane di Iseo e la frazione di Colombaro nel comune di Corte Franca. 

## Storia
Fin dall'Alto Medioevo, Clusane ospitava un "castrum", che nel XI secolo era già sotto il controllo dei conti di Mozzo o Mozzi, una famiglia di origine franca. Sempre in quel periodo, due monaci della comunità cluniacense furono inviati a Clusane, dove fondarono un priorato. I monaci si occuparono della bonifica dei terreni e della costruzione di strutture agricole.
Nel Monastero cluniacense, che oggi corrisponde all'attuale Castello Carmagnola, si sviluppò il nucleo originario del centro storico. Tra i luoghi significativi di Clusane c'è anche la Chiesa Vecchia, un edificio sconsacrato che oggi è stato trasformato in un piccolo teatro.
Clusane rimase un comune autonomo fino al 1927, quando, con il Regio Decreto n. 2253 del 17 novembre, venne unito a Iseo. Durante l'epoca napoleonica, il paese fu annesso a Colombaro, ma recuperò la sua indipendenza con la creazione del regno Lombardo-Veneto, per poi essere nuovamente aggregato a Iseo.
Nel 1861, Clusane contava 738 abitanti e venne inserito nel circondario di Chiari. Nel 1927, dopo la fusione con Iseo, iniziò il processo di sviluppo moderno, che portò anche alla costruzione della nuova chiesa parrocchiale.
Oggi, il paese si estende nella campagna circostante, caratterizzata dalla coltivazione di cereali, vigneti, gelsi, olivi e alberi da frutto.

## Monumenti e luoghi d'interesse

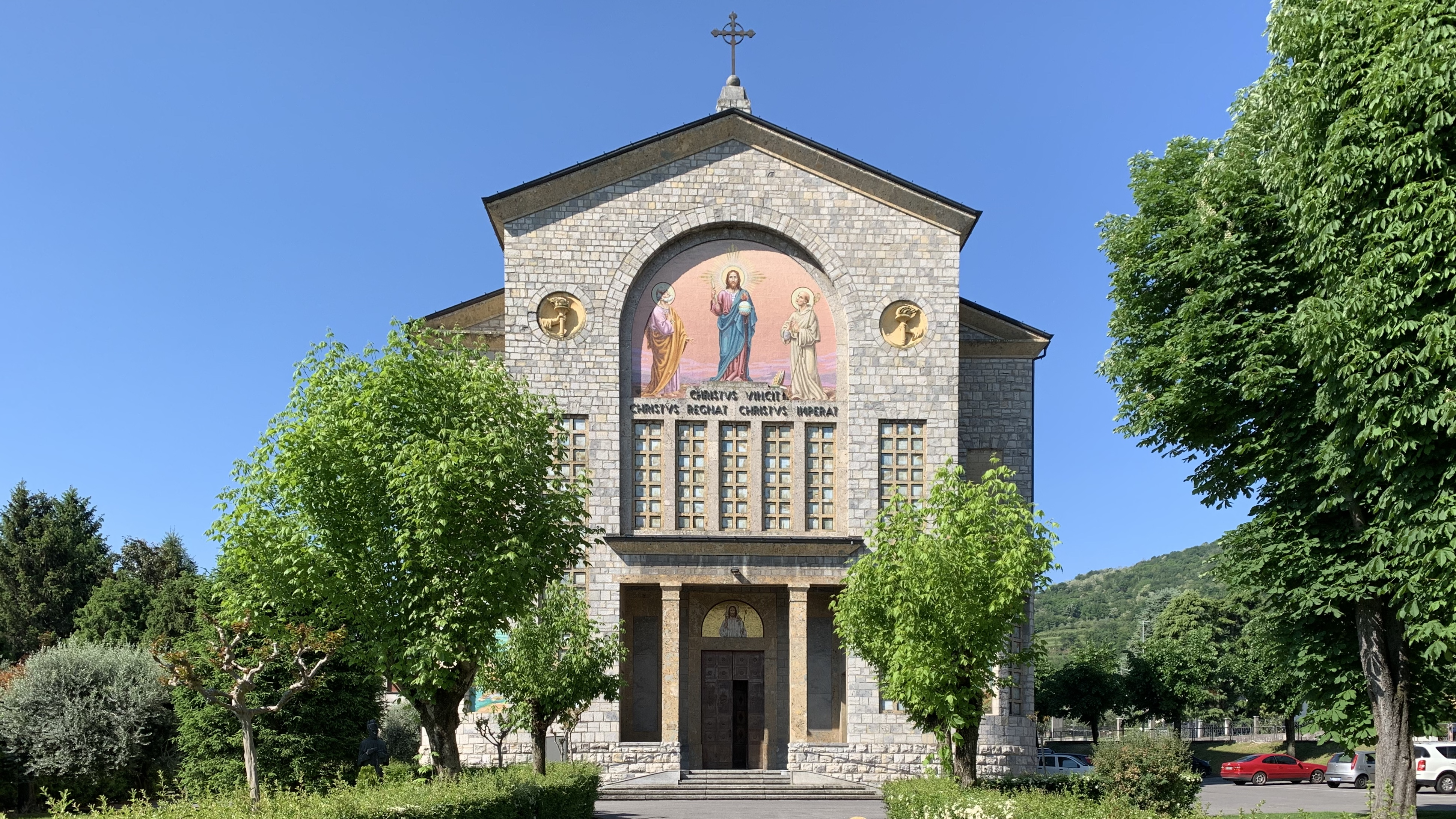
Chiesa parrocchiale di Clusane

### Architetture religiose

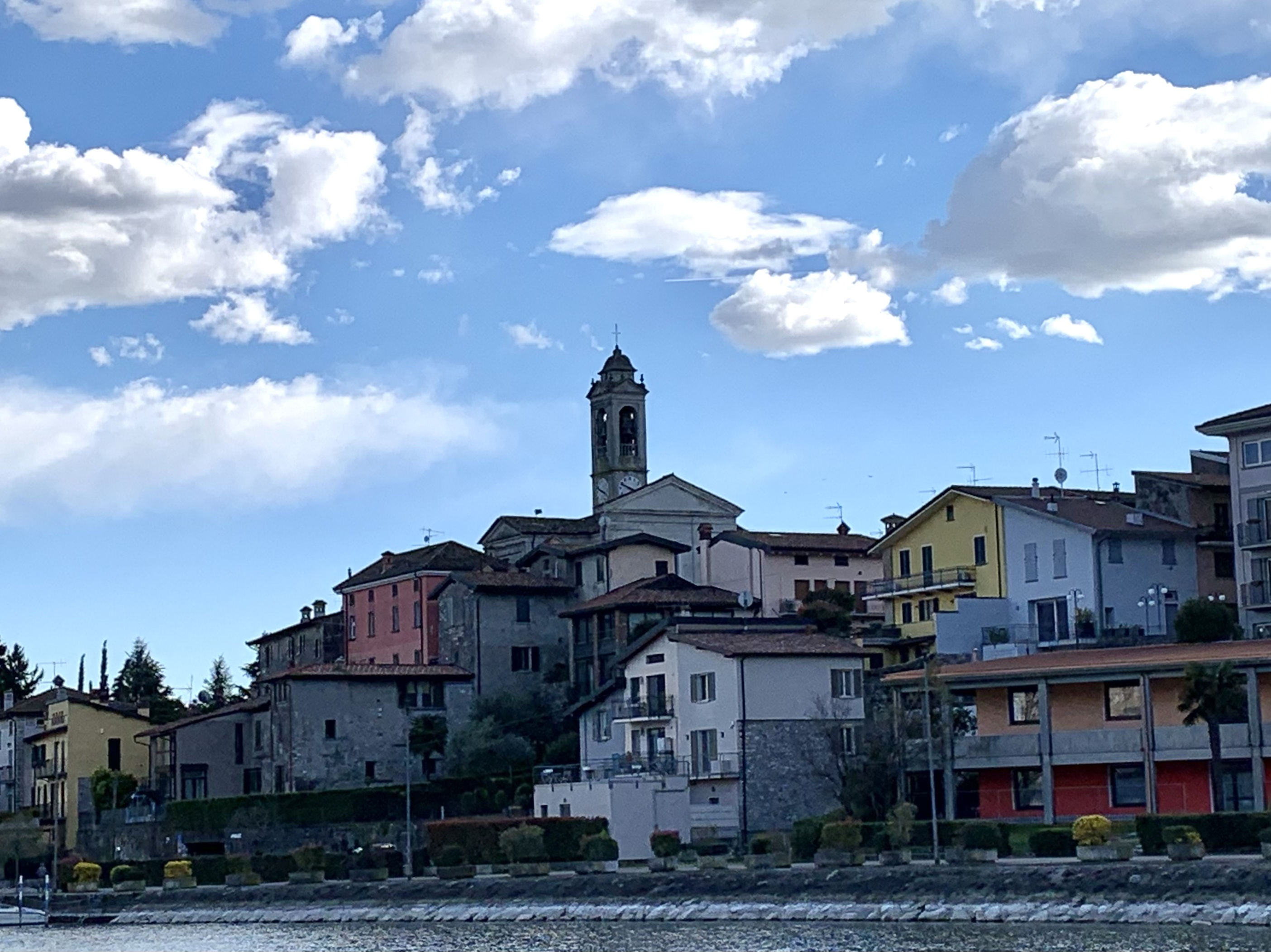
Chiesa Vecchia vista dal porto

Lungo via Risorgimento, una delle strade principali, si trova la chiesa parrocchiale dedicata a Cristo Re dell’universo. 
I lavori per questo edificio, voluta dal parroco Monsignor Bernardo Guatta, iniziarono nel 1932 e terminarono nel 1935. 
Essa venne consacrata nell'anno di fine costruzione da Giacinto Tredici, arcivescovo di Brescia. Sono conservate alcune statue di Claudio Botta e affreschi di Vittorio Trainini. Nella chiesa riposano le spoglie mortali di Monsignor Bernardo Guatta all'altare dell'omonimo santo. 
Nel centro storico si trova anche la Chiesa Vecchia, dedicata ai Santi Gervasio e Protasio. Fu sconsacrata nel '900 dopo la costruzione della nuova Parrocchiale e ad oggi è utilizzata come auditorium. La torre campanaria è rimasta in funzione poiché la chiesa di via risorgimento ne è sprovvista.

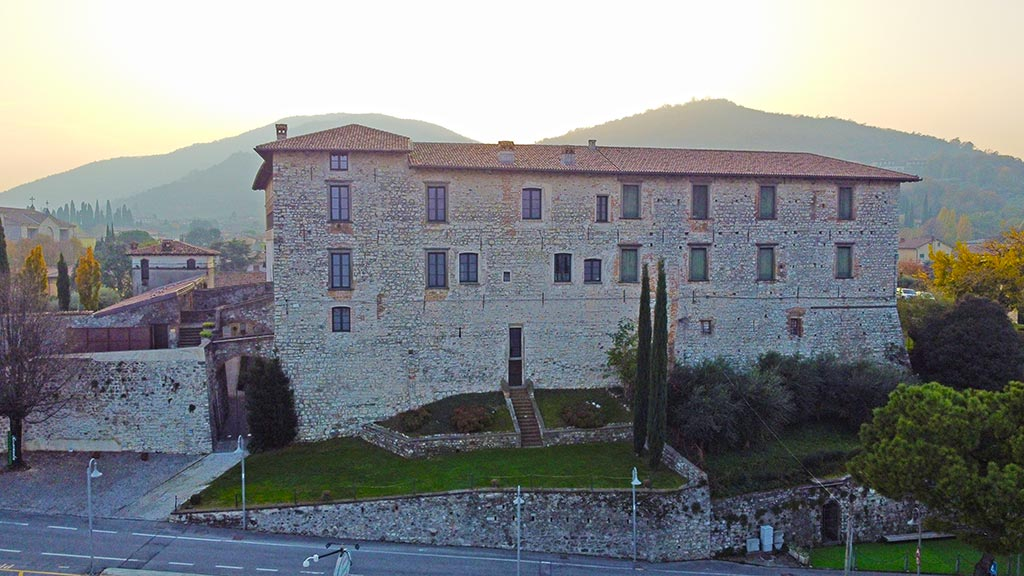
Castello Carmagnola

### Architetture militari
Il Castello Carmagnola è un grande edificio quadrangolare con un cortile interno e un loggiato dal quale si può godere di una bella vista sul lago. Esso fu costruito nel Quattrocento dagli Oldofredi, feudatari della Franciacorta e del Lago d'Iseo. In questo luogo è vissuto il condottiero Francesco Bussone, detto "il Carmagnola".
Dopo il restauro, avvenuto anche grazie ai fondi del MiBAC, il castello è stato reso visitabile.

## Cultura

### Eventi
L'evento più importante è "settimana della tinca al forno con polenta", che si tiene ogni anno durante la terza settimana di luglio. La domenica precedente all'inizio della manifestazione i ristoranti che fanno parte dell'associazione Operatori Turistici Clusane (OTC) organizzano una cena sul lungolago.
Molto noto è anche il carnevale clusanese, dove carri di tutti i colori sfilano nelle principali strade del paese.

Nel 2024 si è svolto a Clusane la prima edizione del torneo Internazionale di Scacchi del Lago d'Iseo.

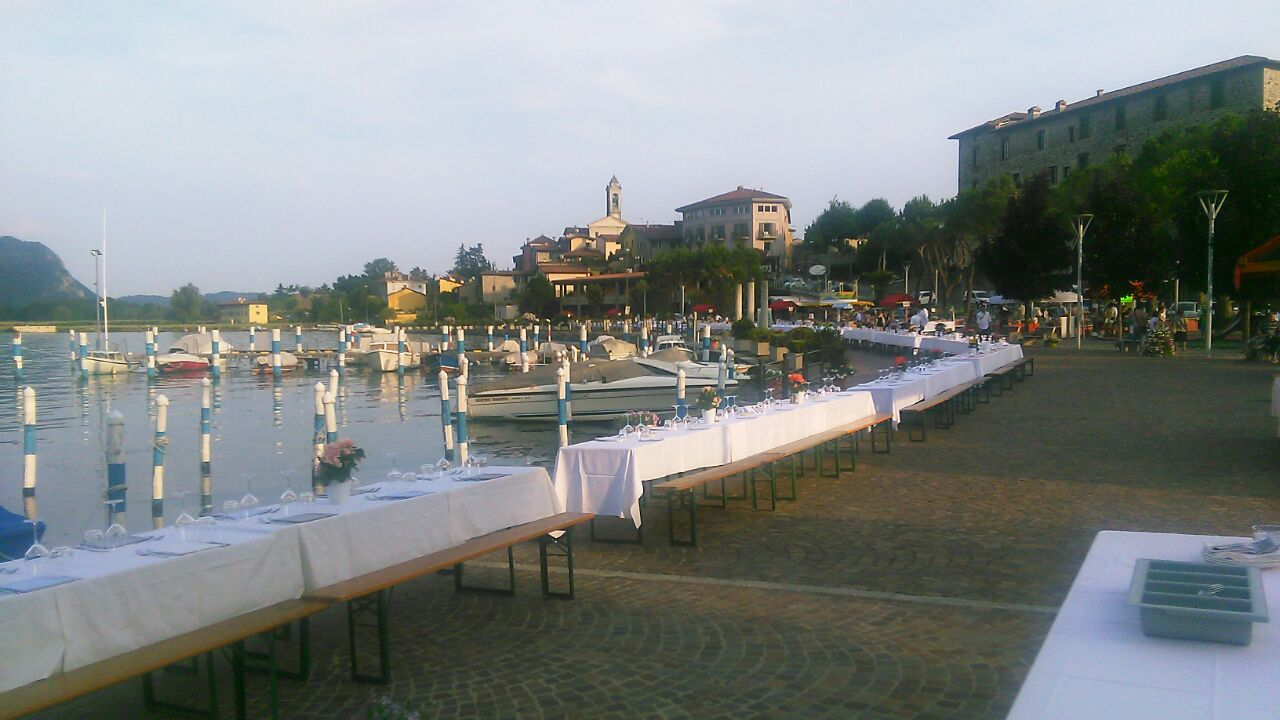
Cena lungolago

## Infrastrutture e trasporti

### Autobus
Clusane è servito da alcune autolinee interurbane, gestite dal consorzio Trasporti Brescia Sud. 
Le linee serventi Clusane sono:
- "LS002" (Sarnico-Iseo)[2];
- "LS003" (Iseo-Palazzolo-Chiari)[3];
- "LS021" (Iseo-Orzinuovi)[4];
- "LS027" (Brescia-Cazzago San Martino-Clusane)[5].

Pontile di Clusane

### Battelli
A Clusane è presente un porto, durante il periodo estivo e nei giorni festivi è collegato ad altre località del Sebino da alcune linee della società Navigazione Lago d'Iseo.

## Sport
Nella frazione di Clusane hanno sede un gruppo di remieri di Voga in Piedi "Clusanina". Sono attivi sul Lago d'iseo nella voga su naét, sul Garda nella voga su bisse e a livello nazionale nel campionato nazionale di Voga in Piedi su imbarcazioni standard ViP750.
Un altro sport praticato a Clusane è il Calcio a 7. La squadra dell'oratorio, nominata Giaffa Clusane, gioca nel campionato CSI della provincia di Brescia.